# ボイド銀河
ボイド銀河 (ボイドぎんが、Void galaxy) 、または空洞銀河とは、超空洞（ボイド）の内部に存在する銀河のことである。

## 概要
銀河系を含めた銀河の大部分は、銀河フィラメントを形成する超銀河団の内部に存在する。この銀河フィラメントが囲む内部の空洞が超空洞である。超空洞は、文字通り物質がほとんどない領域であるが、全くの空っぽの空間なわけではなく、極めて少数ながら銀河が発見されている。これをボイド銀河と呼ぶ。I Zw 81やマーカリアン845などは初めて発見されたボイド銀河である。現在では数十個発見されている
ボイド銀河は超空洞の中において全く孤立しているわけではなく、銀河間ガスで出来たボイドフィラメントと呼ばれる構造で接続しており、通常のそれと比べれば貧弱であるが、銀河群を形成している。しかし、異なる銀河同士の距離はかなり離れているため、ボイド銀河は他の銀河の物質と混ざり合わず、純粋な銀河間物質によって生成・進化していったと考えられている。ただし、ボイド銀河が発見されているうしかい座ボイドの銀河は、ボイドを貫くチューブ状の構造を作っており、うしかい座ボイドの前身となる複数の小さなボイドの合体によって残された銀河フィラメントの名残である可能性がある。そうだとすれば、現在発見されているボイド銀河は、元々は通常の銀河フィラメントにいた銀河ということになる。
通常の銀河フィラメント内に存在する銀河は、銀河フィラメントからの物質の供給によって、銀河中心部の超大質量ブラックホールが活発化し、それによって銀河内の星形成が促されたと考えられている。ボイド銀河に接続しているボイドフィラメントは、銀河フィラメントと同じくらいの質量を持つダークマターによって作られていると考えられているが、ボイド銀河は異なる銀河間の距離がかけ離れているため、銀河フィラメント内とは異なり、銀河同士での物質の奪い合いがないため、より多くの物質が銀河に流れ込むと考えられている。すると、ボイド銀河は、星形成がより活発な明るい銀河であると推定される。実際、ボイド銀河のいくつかは活動銀河であり、X線で発見されている。

## 主なボイド銀河の一覧
現在知られているボイド銀河は、全てうしかい座ボイドに存在している。
| 名称                      | 視等級 | 赤方偏移 | 分類                       | 備考                            |
| ------------------------- | ------ | -------- | -------------------------- | ------------------------------- |
| I Zw 81                   |        | 0.051672 | セイファート2              | 初めて発見されたボイド銀河の1つ |
| マーカリアン845           | 15.6   | 0.04605  | セイファート1              | 初めて発見されたボイド銀河の1つ |
| PC 1357+4641              | 18.48  | 0.05414  | 輝線銀河                   | [ 7 ]                           |
| IRAS 1428815255           | 15.10  | 0.04446  | セイファート2              | [ 7 ]                           |
| CG 547                    | 16.0   | 0.04411  | 輝線銀河                   | [ 7 ]                           |
| CG 922                    | 16.7   | 0.04836  | 輝線銀河                   | [ 7 ]                           |
| CG 692 CG 693             | 16.0   | 0.05601  | 相互作用銀河 セイファート1 | [ 7 ]                           |
| G 1530+4332A G 1530+4332B |        | 0.05164  | 相互作用銀河               | [ 3 ]                           |